# Weißenbach (Pielach)
Der Weißenbach ist ein linker Zufluss zur Pielach östlich von Frankenfels in Niederösterreich.
Der Weißenbach entspringt am Nordostrand des Gemeindegebiets von St. Anton an der Jeßnitz (Bezirk Scheibbs), fließt einen guten Kilometer nach Osten, dann nach Norden (schon als Grenzbach zu Frankenfels, Bezirk Sankt Pölten-Land) und nimmt sogleich den von links kommenden Klammergraben auf. Dieser entspringt im Klammergraben nördlich der Rotte Wohlfahrtsschlag (ebenso noch St. Anton). Anschließend verlässt der Weißenbach das Gemeindegebiet von St. Anton, der nächste Zubringer ist der Bach von Obdachsberg (bzw. Bach von Oberdachsberg, zu St. Georgen an der Leys), wobei das Gemeindegebiet von Frankenfels zunächst am rechten Ufer bleibt, links wird kurz noch das Gemeindegebiet Texingtal (Bezirk Melk) berührt. Der Weißenbach verläuft dann – nunmehr völlig in Frankenfels – in einem großen Bogen nach Osten entlang der Wiesrotte, der Tiefgrabenrotte und durch die Weißenburggegend parallel zur L 5226, es münden von rechts der Winkelgraben und von links der Grüntalkogelgraben und der Tiefgrabenbach. Schließlich mündet der Bach östlich unterhalb der Burg Weißenburg in die Pielach.
Sein Einzugsgebiet umfasst 22,2 km² in großteils bewaldeter Landschaft.